# Libčice nad Vltavou
Libčice nad Vltavou − miasto w Czechach, w kraju środkowoczeskim. Według danych z 31 grudnia 2003 powierzchnia miasta wynosiła 711 ha, a liczba jego mieszkańców 3 227 osób.
W mieście jest stacja kolejowa Libčice nad Vltavou.
| Rok             | 1970  | 1980  | 1991  | 2001  | 2003  |
| --------------- | ----- | ----- | ----- | ----- | ----- |
| Liczba ludności | 3 267 | 3 079 | 2 999 | 3 302 | 3 227 |

Źródło: Czeski Urząd Statystyczny